# Ронго-ронго
Ронго-ронго (кохау-ронго-ронго) — деревянные дощечки с письменами жителей острова Пасхи. Неясно, представляет ли каждый символ этой письменности отдельное слово или слог. 
В музеях мира сохранилось всего около 25 дощечек. По подсчётам же И. К. Фёдоровой (1982), известно 11 полных текстов кохау-ронго-ронго и 7 крайне испорченных. Эти надписи содержат 14 083 знака в 314 строках. Традиционно дощечки нумеруются буквами латинского алфавита, что, однако, не является единственным способом их обозначения. Термин «дощечки» применительно к материальным носителям письменности условен: среди них имеется один жезл, две надписи обнаружены на нагрудном украшении реимиро и по одной — на табакерке и на фигурке «тангата ману». Иероглифы — частично символические, частично — геометрические; всего описано около восьмисот различных знаков (по каталогу Бартеля). 

## История обнаружения
Устная традиция самих рапануйцев утверждает, что основатели их культуры приплыли со своей прародины на остров Пасхи с 67 табличками с ронго-ронго. В 1862 году большинство работоспособного населения острова Пасхи, в том числе и людей, возможно, владевших искусством читать кохау ронго-ронго, было вывезено с острова в рабство в Перу.
Письмена были обнаружены в 1864 году католическим священником, миссионером Эженом Эйро, который утверждал, что дощечки были почти в каждом доме, однако островитяне уже по большей части не могли их читать. Уже через два года почти все таблички, которые он видел, были уничтожены — то ли от его собственных рук, то ли во время междоусобиц (И. К. Фёдорова в последних работах категорически отрицает причастность Эйро к их уничтожению; в своей более ранней работе она излагала распространённое мнение о том, что Эйро содействовал их уничтожению как языческих). Последний умевший читать ронго-ронго рапануец, Вике, умер в 1866 году.
Основную коллекцию удалось собрать епископу Этьену Флорентину (Тепано) Жоссену с помощью миссионера Ипполита Русселя. Кроме того, Жоссен познакомился с переселившимся на Таити рапануйцем Меторо Тау а Уре, который утверждал, что в молодости учился в школе ронго-ронго и может читать дощечки. К «чтениям» Меторо современные учёные относятся крайне скептически, называя их плодом его фантазии.
Одну из дощечек Жоссен в 1871 году подарил приплывшему на Таити российскому этнографу Н. Н. Миклухо-Маклаю. Другую дощечку Миклухо-Маклай приобрёл, вероятно, на Мангарева, и привёз их в Санкт-Петербург, передав в Кунсткамеру, где они и хранятся по сей день.

## Скептические мнения
Некоторые исследователи сомневаются, что у островитян была письменность на момент прибытия европейцев. Когда испанцы аннексировали остров Пасхи в 1770 году, они подписали с местными вождями договор, на котором те оставили свои знаки. Возможно, знакомство с европейской письменностью могло подвигнуть рапануйцев развить собственную — подобно тому, как это случилось с письмом чероки и некоторых других индейских племён. 
Биолог Джаред Даймонд и некоторые другие исследователи предполагают, что кохау-ронго-ронго появились в результате знакомства туземцев с европейской письменностью при посещении острова испанцами в 1770 году, или даже позже, в ходе рейдов перуанских работорговцев в 1862—1863 годах. Даймонд считает, что все 25 табличек ронго-ронго сделаны уже после контактов с европейцами — из кусков деревьев, не произраставших на острове (обломок весла и т. д.) и, вероятно, брошенных на острове мореплавателями; некоторые же, возможно были сделаны туземцами специально для продажи миссионерам. Важным аргументом в пользу его позиции является то, что науке не известно ни одной таблички, однозначно сделанной до контакта с европейцами. 
Радиоуглеродная датировка таблички, находящейся в Берлинском музее, подтвердила, что она была сделана между 1830 и 1870 годами и была изготовлена из дерева Thespesia populnea, которое произрастает как на о. Пасхи, так и на других островах Тихого океана. В 2024 году учёные провели повторное радиоуглеродное исследование четырёх табличек и установили, что древесина лишь одной из них датирована периодом до прибытия европейцев (а именно: между 1493 и 1509 годами). Тем не менее дерево, из которого она была сделана (Podocarpus latifolia), никогда не произрастало на острове; оно растёт в Африке и из него иногда изготавливались мачты европейских кораблей. Вероятнее всего, кусок этого дерева был выброшен на остров морем, и установить датировку изготовления надписи не представляется возможным. 
Сторонники самостоятельного изобретения ронго-ронго приводят свои контраргументы. Так, глиф 67 (), возможно, изображает пальму острова Пасхи, исчезнувшую около 1650 года.

## Список табличек
Томас Бартель создал кодификацию для 24 текстов, которые он считал подлинными, присваивая каждому букву английского алфавита; с тех пор были признаны подлинными ещё два текста (Y и Z, названные по принципу Бартеля). Почти все публикации используют систему Бартеля, но в книге Стивена Фишера используется своеобразная кодификация.
| Код. Бартеля | Код. Фишера | Наименование                         | Местоположение                                              |
| ------------ | ----------- | ------------------------------------ | ----------------------------------------------------------- |
| A            | RR1         | Тахуа                                | Архив Конгрегации Святых Сердец Иисуса и Марии, Рим         |
| B            | RR4         | Аруку куренга                        | Архив Конгрегации Святых Сердец Иисуса и Марии, Рим         |
| C            | RR2         | Мамари                               | Архив Конгрегации Святых Сердец Иисуса и Марии, Рим         |
| D            | RR3         | Эханкри                              | Музей Таити и островов, Пунаауйя                            |
| E            | RR6         | Кейти                                | (Лёвен) (уничтожена пожаром во время Первой Мировой войны)  |
| F            | RR7         | Табличка Шове                        | Галерея Мертона Симпсона, Нью-Йорк                          |
| G            | RR8         | Малая табличка из Сантьяго           | Чилийский национальный музей естественной истории, Сантьяго |
| H            | RR9         | Большая табличка из Сантьяго         | Чилийский национальный музей естественной истории, Сантьяго |
| I            | RR10        | Посох из Сантьяго                    | Чилийский национальный музей естественной истории, Сантьяго |
| J            | RR20        | Лондонское реимиро 1                 | Британский музей, Лондон                                    |
| K            | RR19        | Малая лондонская табличка            | Британский музей, Лондон                                    |
| L            | RR21        | Лондонское реимиро 2                 | Британский музей, Лондон                                    |
| M            | RR24        | Большая венская табличка             | Всемирный музей, Вена                                       |
| N            | RR23        | Малая венская табличка               | Всемирный музей, Вена                                       |
| O            | RR22        | Берлинская табличка                  | Этнологический музей, Берлин                                |
| P            | RR18        | Большая санкт-петербургская табличка | Кунсткамера, Санкт-Петербург                                |
| Q            | RR17        | Малая санкт-петербургская табличка   | Кунсткамера, Санкт-Петербург                                |
| R            | RR15        | Малая вашингтонская табличка         | Национальный музей естественной истории, Вашингтон          |
| S            | RR16        | Большая вашингтонская табличка       | Национальный музей естественной истории, Вашингтон          |
| T            | RR11        | Табличка из Гонолулу 1               | Музей имени Бернис П. Бишоп, Гонолулу                       |
| U            | RR12        | Балка из Гонолулу                    | Музей имени Бернис П. Бишоп, Гонолулу                       |
| V            | RR13        | Весло из Гонолулу                    | Музей имени Бернис П. Бишоп, Гонолулу                       |
| W            | RR14        | Табличка из Гонолулу 2               | Музей имени Бернис П. Бишоп, Гонолулу                       |
| X            | RR25        | Тангата ману                         | Американский музей естественной истории, Нью-Йорк           |
| Y            | RR5         | Парижская табакерка                  | Музей человека, Париж                                       |
| Z            | T4          | Пойке Палимпсест                     | Чилийский национальный музей естественной истории, Сантьяго |

## Опыты дешифровки
Учёные со всего мира пытаются расшифровать ронго-ронго. Значительный вклад в исследование сделали Т. Бартель, Ю. В. Кнорозов и Н. А. Бутинов, И. К. Фёдорова, а также многие другие. Тем не менее отсутствует согласие даже в определении типа этой письменности (слоговое письмо, консонатное и т. д.), не говоря уже о конкретных чтениях.
Значительным продвижением в изучении ронго-ронго явилось составление в 1950-е годы Т. Бартелем корпуса знаков и графем, включившего как отдельные знаки, так и их сочетания (лигатуры). Примерно «120 основных составных частей» и «приблизительно 1500—2000 разных сочетаний» были сгруппированы им под «790 индексами».
Тур Хейердал предполагал, что впервые надписи ронго-ронго были выполнены в Южной Америке и завезены сюда индейцами. 
Известный теоретик грамматологии И. Гельб считал, что это не письменность, а только «магические рисунки», аргументируя это тем, что знаки очень похожи друг на друга, различаясь лишь в отношении мелких деталей, и попытка их дифференцировать наталкивается на огромные трудности.
Тепано Жоссан предполагал, что ронго-ронго — это идеографическое (то есть понятийное) письмо, а В. Истрин считал, что оно пиктографическое (то есть рисуночное письмо). Д. Дирингер воспринимал ронго-ронго как пиктографическое и одновременно мнемоническое типы письма. Т. Бартель утверждал, что пасхальские таблички представляют собой своеобразное примитивно-понятийное письмо. В отличие от них, Ю. В. Кнорозов и Н. Бутинов утверждали, что это морфемно-силлабическое письмо.
Российский исследователь П. П. Рубцов насчитал всего около девяноста знаков рапануйской письменности, на основе чего полагал, что письменность ронго-ронго является силлабическим (слоговым) письмом. Кроме того, П. П. Рубцов, как и Тур Хейердал, считал, что заселение острова Пасхи и культурные традиции на остров были привнесены первой волной переселенцев из Южной Америки.
Дж. Ги (1982) находил на дощечках «высокоразвитую форму смешанного фонетико-идеографического письма, которое характеризуется различными стилями, отражающими, конечно, местные „школы“ и эволюцию во времени».
Новозеландский исследователь С. Р. Фишер (в монографии 1997 года) считает, что дощечки «в большинстве своем воспроизводят магическую формулу оплодотворения, зафиксированную в поздней версии о сотворении мира, и строятся на повторении продуцирующей формулы: агент X соединился с агентом Y и породил объект(ы) Z». По иронической характеристике К. И. и И. К. Поздняковых, «получается чехарда, в которой все совокупляются в самых невероятных комбинациях».
Две книги и ряд статей по проблемам рапануйской письменности (а также два тома переводов других рапануйских текстов) опубликовала петербургская исследовательница И. К. Фёдорова (1931—2010). Первый вариант дешифровки, коренным образом пересмотренный ей в дальнейшем, был опубликован в статье 1982 года (в нём, в частности, допускалось наличие в текстах родословных и списков данников), а окончательный — в монографиях 1995 и 2001 годов.
Основные положения её работ 1990—2000-х годов таковы:
- Письмо ронго-ронго восходит к петроглифике острова Пасхи, многие его знаки совпадают с наскальными рисунками[20].
- Для письма ронго-ронго характерны три вида знаков:

1. идеограммы, или знаки, передающие названия изображаемых объектов и ассоциируемые с ними морфемы;
2. знаки-омографы, используемые для передачи омонимов по ассоциации звуков;
3. знаки «ключевые», или детерминативы, указывающие на группу объектов[21] (вместе с тем, в работе 1982 года Фёдорова ещё признавала возможность существования знаков, обозначающих служебные морфемы и аффиксы[22]).

- В основном записи на дощечках — это магические формулы, направленные на увеличение урожая[23].

Лингвист К. И. Поздняков (в соавторстве с И. К. Поздняковым) подверг дешифровки, опирающиеся на каталог Бартеля, серьёзной критике, указав, в частности, что «имеются десятки примеров, в которых в параллельных текстах знаку 6 в одном тексте соответствует знак 64 в другом тексте», и что трактовки Фёдоровой, при которой знак 6 читается как mau «брать», а знак 64 — как tonga «сорт ямса», крайне маловероятны. По их оценке, и дешифровка Фишера, и дешифровка Фёдоровой страдают крайней однообразностью и уже поэтому сомнительны.
Соавторы пришли к выводу, что рапануйское письмо содержит только 52 знака (99,7 % знаков в корпусе текстов); это хорошо сочетается с числом слогов в рапануйском языке, который, как и другие полинезийские, отличается крайне бедным фонетическим инвентарем (10 согласных фонем и 5 гласных, итого 55 слогов, включая 5 из одних гласных). Отец и сын Поздняковы сопоставили относительную частоту односложных, двусложных, трёхсложных и четырёхсложных слов в корпусе иных рапануйских текстов и корпусе письма ронго-ронго (при гипотезе его силлабической природы) и получили хорошо согласующиеся результаты.
В 2019 г. А. И. Давлетшин (ИВКА РГГУ) выступил с докладом о предварительном грамматическом анализе текстов кохау-ронго-ронго, позже переработанным в статью, вышедшую в журнале «Polynesian Society». Согласно его точке зрения, хотя структурно-морфологические и синтаксические особенности текстов и обнаруживают сходство с полинезийскими языками, однако больше всего они напоминают не современный язык аборигенов острова Пасхи (рапануи), а реконструируемый восточно-полинезийский язык.